# Lukovo (Boljevac)
Lukovo (serbisch-kyrillisch Луково) ist ein Dorf in der Opština Boljevac im Okrug Zaječar im Osten Serbiens.
Bei der Volkszählung 2002 hatte Lukovo 704 Einwohner.

## Sehenswürdigkeiten
Bei Lukovo, am Fuße der Gebirgskette Rtanj, befinden sich die Ruinen des serbisch-orthodoxen Klosters Lapušnja. Das Kloster, das bereits vor 1455 existiert haben muss und dessen Kirche 1500/1501 errichtet wurde, wurde in die Liste bedeutender Kulturdenkmäler der Republik Serbien aufgenommen.